# مکس هوفمایستر
مکس هوفمایستر (آلمانی: Max Hofmeister; ۲۲ مارس ۱۹۱۳ – ۱۲ آوریل ۲۰۰۰) بازیکن فوتبال اهل اتریش بود.